# Ulrich Kessler
Ulrich Otto Eduard Kessler (3 de noviembre de 1894 - 27 de marzo de 1983) fue un general alemán (General der Flieger) en la Luftwaffe durante la II Guerra Mundial. Recibió la Cruz de Caballero de la Cruz de Hierro, concedida por la Alemania Nazi para reconocer extrema valentía en el campo de batalla o un liderazgo militar exitoso.
Antes de la guerra Kessler había pertenecido a la Marina. Sirvió como Agregado Naval alemán en la conferencia de desarme en Ginebra donde proclamó su amistad con el Secretario de Estado de EE. UU. Henry L. Stimson.

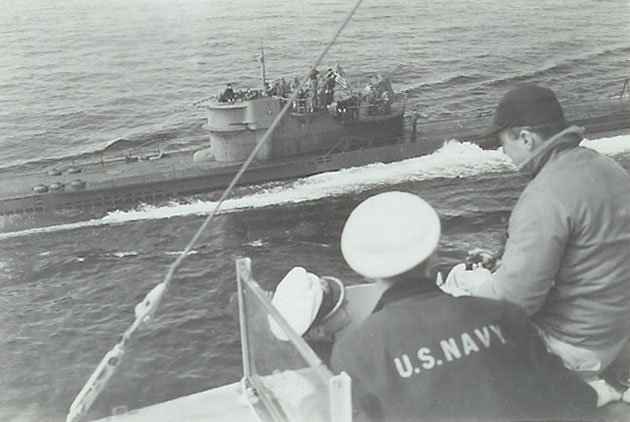
Rendición del U-234.

Ulrich Kessler fue capturado el 15 de mayo de 1945 a bordo del U-234 por un grupo de 15 hombres que partían del destructor USS Sutton. Retornó al servicio activo como Jefe de Estado Mayor de Enlace de la Luftwaffe en Tokio y Agregado-Aéreo en le Embajada alemana en Tokio. Según el capitán del U-234, Johann-Heinrich Fehler, quien erróneamente lo llamó 'Kassler', Kessler dejó claras sus opiniones antinazis a Fehler desde el principio. En el viaje, según Fehler, las relaciones entre Kessler y un pasajero nazi convencido, el juez naval Kay Nieschling, se hicieron muy tensas.

## Condecoraciones
- Cruz Alemana en Oro (3 de abril de 1944)
- Cruz de Caballero de la Cruz de Hierro el 8 de abril de 1944 como Generalleutnant y Fliegerführer Atlantik[3]